# Ferenc Herczeg
Pour les articles homonymes, voir Herczeg.
Dans le nom hongrois Herczeg Ferenc, le nom de famille précède le prénom, mais cet article utilise l’ordre habituel en français Ferenc Herczeg, où le prénom précède le nom.
Ferenc Herczeg (né Franz Herzog le 22 septembre 1863 à Versec, Royaume de Hongrie – mort le 24 février 1954 à Budapest, Hongrie) est un écrivain et dramaturge hongrois. Il fonde en 1895 l'hebdomadaire littéraire Új Idők (hu) et en est l'éditeur en chef. En 1896, il est élu député au Parlement. En 1904, il devient président de la société Petőfi. En 1925, 1926 et 1927, il est proposé pour le prix Nobel par l'Académie hongroise des sciences pour son ouvrage Az élet kapuja (1919, « La porte de la vie »), un roman historique autour de Tamás Bakócz. Un autre de ses meilleurs romans est Álomország (1912, « Pays de rêve »). De 1927 à 1945, il est membre de la Chambre haute de l'Assemblée et est une des figures principales du mouvement révisionniste demandant la révision du traité de Trianon, ce qui après 1945 lui fait perdre sa villa et empêche pendant plusieurs décennies la publication de ses œuvres en Hongrie.